# Vic de Sòs (comarca)
Vic de Sòs (en occità Vic de Sòs, en francès Vallée de Vicdessos) és un Parçan o comarca d'Occitània situada al Llenguadoc. La seva vila principal és Vic de Sòs.
Segons la proposta de divisió territorial d'Occitània del diari Jornalet, basada en l'obra de Frederic Zégierman Le Guide des pays de France, Vic de Sòs estaria ubicat a la regió del Llenguadoc, subregió del Comtat de Foix.
Oficialment, les comunes del Vic de Sòs estan situades al sud del departament francès de l'Arieja.